# Garra das trevas
Garra das Trevas é um personagem do selo Amalgam Comics, trata-se de um fusão de Batman com Wolverine, surgido no crossover Marvel vs DC.
| “ | O programa foi um sucesso, ele criou o que estava destinado a criar... Um assassino cruel desprovido de compaixão humana. Uma arma perfeita.Eles só esqueceram um importante detalhe... Armas não vivem, não matam ninguém sozinhas, eles criaram uma arma insana e imaginativa. | ” |
|   | — Garra das Trevas, Hiena. |   |

| “ | Era você?                     | ” |
|   | — Caçadora, Afirmação acima.. |   |

| “ | Não, eu fui o fracasso.         | ” |
|   | — Garra Das Trevas, Ele mesmo.. |   |